# Сингонія
Синго́нія (від грец. σύν — згідно, поряд, разом, і грец. γωνία — кут — дослівно «згіднокутовість») — група видів симетрії, що мають один або кілька однакових елементів симетрії та мають однакове розташування кристалографічних осей. 

## Загальна характеристика
Видом симетрії називають повну сукупність елементів симетрії кристала. У кристалографії налічують 32 види симетрії, які згруповані у 7 сингоній. Групування базується на існуванні у кристалі певного мінералу осей симетрії — прямих, при обертанні навколо яких правильно повторюються однакові елементи обмеження та інші властивості кристала.

## Вища категорія
- Кубічна
  - найсиметричніші кристали
  - присутня більш ніж одна вісь симетрії вищого порядку (L3 або L4)
  - обов'язкова присутність чотирьох осей третього порядку і, окрім того, або три взаємоперпендикулярні осі четвертого порядку, або три осі другого
  - максимальна кількість елементів симетрії може бути виражена формулою 3L44L36L29PC
  - приклади — кам'яна сіль (галіт), пірит, галеніт, флюорит тощо.

## Середня категорія
- Гексагональна
  - одна вісь симетрії шостого порядку (L6)
  - максимальна кількість елементів симетрії може бути виражена формулою L66L27PC
  - приклади — апатит, нефелін, берил тощо
- Тетрагональна
  - одна вісь симетрії четвертого порядку (L4)
  - максимальна кількість елементів симетрії може бути виражена формулою L44L25PC
  - приклади — каситерит (олов'яний камінь), халькопірит (мідний колчедан), циркон тощо
- Тригональна
  - одна вісь симетрії третього порядку (L3)
  - максимальна кількість елементів симетрії може бути виражена формулою L33L23PC
  - приклади — кварц, кальцит, гематит, корунд тощо

## Нижча категорія
- Ромбічна
  - кілька осей другого порядку (L2) або кілька площин симетрії (Р)
  - максимальна кількість елементів симетрії може бути виражена формулою 3L23PC
  - приклади — барит, топаз, марказит, антимоніт тощо
- Моноклінна
  - одна вісь симетрії другого порядку (L2) або одна площина симетрії (Р)
  - максимальна кількість елементів симетрії може бути виражена формулою L2PC
  - приклади — ортоклаз, слюда, гіпс, піроксени тощо
- Триклінна
  - найнесиметричніші кристали, які мають тільки центр симетрії (С)
  - приклади — плагіоклази, дистен, мідний купорос тощо

## Кількість просторових груп у різних сингоніях
| Сингонія                   | Число точкових груп | Число ґраток Браве | Кількість просторових груп |
| Триклінна                  | 2                   | 1                  | 2                          |
| Моноклінна                 | 3                   | 2                  | 13                         |
| Ромбічна (орторомбічна)    | 3                   | 4                  | 59                         |
| Тетрагональна              | 7                   | 2                  | 68                         |
| Тригональна (ромбоедрична) | 5                   | 1                  | 25                         |
| Гексагональна              | 7                   | 1                  | 27                         |
| Кубічна                    | 5                   | 3                  | 36                         |
| Всього                     | 32                  | 14                 | 230                        |

## Класифікація ґраток Браве
| Сингонія                                                               | Тип центрування комірки Браве | Тип центрування комірки Браве | Тип центрування комірки Браве | Тип центрування комірки Браве | Тип центрування комірки Браве |
| Сингонія                                                               | примітивна                    | базо- центрована              | об'ємо- центрована            | гране- центрована             | двічі об'ємо- центрована      |
| ---------------------------------------------------------------------- | ----------------------------- | ----------------------------- | ----------------------------- | ----------------------------- | ----------------------------- |
| Триклінна (паралелепіпед)                                              | Triclinic                     |                               |                               |                               |                               |
| Моноклінна (призма з паралелограмом в основі)                          | Monoclinic, simple            | Monoclinic, centered          |                               |                               |                               |
| Ромбічна (Прямокутний паралелепіпед)                                   | Orthohombic, simple           | Orthohombic, base-centered    | Orthohombic, body-centered    | Orthohombic, face-centered    |                               |
| Тетрагональна (Прямокутний паралелепіпед з квадратом в основі)         | Tetragonal, simple            |                               | Tetragonal, body-centered     |                               |                               |
| Гексагональна (призма з основою правильного центрованого шестикутника) | Hexagonal                     |                               |                               |                               | Hexagonal                     |
| Кубічна (куб)                                                          | Cubic, simple                 |                               | Cubic, body-centered          | Cubic, face-centered          |                               |